# Ursula Staack
Ursula Staack (ehemals verheiratete Christowa-Staack; * 10. Oktober 1943 in Warnsdorf, Reichsgau Sudetenland) ist eine deutsche Schauspielerin, Sängerin, Diseuse und Kabarettistin.

## Leben
Ursula Staack wurde 1943 als Enkelin eines Wanderschauspielers in Warnsdorf geboren. Sie ist das älteste von sechs Geschwistern. Bereits in frühen Jahren entwickelte sie das Interesse am Schauspiel und spielte im Schultheater, unter anderem im Alter von 14 Jahren als Lady Milford in Friedrich Schillers Kabale und Liebe. Mit 15 Jahren zog sie aus dem Elternhaus zu ihrer Großmutter nach Thüringen. Nach Schulabschluss arbeitete sie unter anderem als Telefonistin, Serviererin, Buchhalterin und Lampenwärterin im Salzbergwerk. In Bad Liebenstein traf sie 1963 den Schauspieler Wolf Kaiser, der ihr riet nach Berlin zu gehen, was sie für sich beherzigte und 1965 schließlich an der Hochschule für Schauspielkunst „Ernst Busch“ Berlin aufgenommen wurde. Im gleichen Jahr gab sie ihr Bühnendebüt am Deutschen Theater. Noch während ihrer Schauspielausbildung folgte 1966 auch ihr Filmdebüt in Christian Steinkes Oben fährt der große Wagen, einer von der DEFA fürs Fernsehen der DDR produzierten Fernsehkomödie. In der Folgezeit spielte sie zahlreiche Film- und Fernsehrollen in zumeist heiteren Stoffen, wie in einigen Episoden der Maxe-Baumann-Reihe als junge Bardame Ramona Besenbrenner oder an der Seite von Henry Hübchen und Günter Schubert in Aber Doktor (1980). 1989 war sie in einer Nebenrolle in Heiner Carows Coming Out, dem letzten DEFA-Kinofilm vor dem Mauerfall, zu sehen.
1968 nahm sie ein langjähriges Engagement am Deutschen Theater an, das sich bis ins Jahr 2010 erstreckte. Sie wirkte unter anderem in Werner Schwabs Präsidentinnen als Grete und in einer Valerij Bilchenkos Tschechow-Inszenierung. 1995 stand sie gemeinsam mit Herbert Köfer im Theater „Schlossgarten“ in Arnstadt für das Lustspiel Die Bratpfannenstory als Ladenbesitzerin Paula Semmelrogge auf der Bühne.
Nach der Wende wirkte Staack in zahlreichen Kinder- und Jugendproduktionen mit. Von 1992 bis 1996 übernahm sie in der 26-teiligen Kinderserie Die Gespenster von Flatterfels als Amaryllis die Rolle der Mutter der Blumenfee Violetta. Ab 1994 war sie in einigen Löwenzahn-Folgen als Frau Susemihl zu sehen. In der Kinderserie Wie erziehe ich meine Eltern? spielte sie von 2002 bis 2004 an der Seite von Heinrich Schafmeister die Nachbarin und Sprechstundenhilfe Asta Engel-Butz.
Neben ihrer Tätigkeit als Schauspielerin tritt sie auch mit Solo-Programmen als Kabarettistin auf. Ihre erste Revue war 1985 im Friedrichstadtpalast unter dem Titel Kann denn hier jeder, die zweite hieß Wer kann, der kann.
Ursula Staack war Ende der 1960er Jahre mit dem Regisseur Christian Steinke liiert. Aus dieser Verbindung entstammt ein Sohn. Eine kurzzeitige Beziehung hatte sie mit dem Pianisten Hilmar Beau. Mitte 2018 wurde bei ihr eine Parkinson-Krankheit diagnostiziert.

## Filmografie (Auswahl)
- 1966: Oben fährt der große Wagen (Fernsehfilm)
- 1968: Mitten im kalten Winter (Fernsehfilm)
- 1969: Die Rosenholzmöbel (Fernsehfilm)
- 1969: Der Staatsanwalt hat das Wort: Die Falschmeldung (Fernsehreihe)
- 1971: Männer ohne Bart
- 1971: Die Verschworenen (Fünfteiler)
- 1972: Polizeiruf 110: Der Tote im Fließ (Fernsehreihe)
- 1972: Der Mann seiner Frau (Fernsehfilm)
- 1973: Ein gewisser Katulla (Fernsehtheater Moritzburg)
- 1973: Der Staatsanwalt hat das Wort: Nachteinkäufe
- 1974: Für die Liebe noch zu mager?
- 1974: … verdammt, ich bin erwachsen
- 1975: Schwester Agnes (Fernsehfilm)
- 1975: Ikarus
- 1976: Philipp, der Kleine
- 1976: Polizeiruf 110: Vorurteil?
- 1977: Die unverbesserliche Barbara
- 1977: DEFA Disko 77
- 1977: Ein Katzensprung
- 1977: Ein irrer Duft von frischem Heu
- 1978: Brandstellen
- 1978: Sabine Wulff
- 1979: P.S.
- 1979: Rentner haben niemals Zeit (Fernsehserie, Episode Der Star)
- 1979: Maxe Baumann: Überraschung für Max (Fernsehreihe)
- 1979: Polizeiruf 110: Am Abgrund
- 1979: Kleine Fische (Fernsehfilm)
- 1980: Aber Doktor (Fernsehfilm)
- 1980: Oben geblieben ist noch keiner (Fernsehfilm)
- 1980: Canasta (Fernsehfilm)
- 1980: Salz und Brot und gute Laune (Fernsehfilm)
- 1980: Früher Sommer (Fernsehfilm)
- 1980: Unser Mann ist König (Fernsehserie, fünf Folgen)
- 1980: Gevatter Tod (Fernsehfilm)
- 1981: Pugowitza
- 1981: Trabant zu verkaufen (Fernsehfilm)
- 1981: Trompeten-Anton (Fernsehfilm)
- 1981: Maxe Baumann: Maxe in Blau
- 1982: Das Graupenschloß (Fernsehfilm)
- 1982: Sternengucker und Fransenprofessor (Fernsehfilm)
- 1983: Frühstück im Bett (Fernsehfilm)
- 1983: Märkische Chronik (Fernsehserie, Episode Kreuzwege)
- 1984: Front ohne Gnade (Fernsehserie, Episode In letzter Minute)
- 1984: Die vertauschte Königin
- 1984: Mein lieber Alexander (Fernseh-Lustspiel)
- 1985: Drei reizende Schwestern: Ein Mann fürs Leben (Fernsehreihe)
- 1985: Unternehmen Geigenkasten
- 1986: Fahrschule
- 1988: Mit Leib und Seele
- 1988: An allem ist Matuschke schuld (Fernsehfilm)
- 1989: Johanna (Fernsehserie, vier Folgen)
- 1989: Coming Out
- 1990: Schauspielereien (Fernsehserie, Episode Die Traumrolle)
- 1991: Jugend ohne Gott (Fernsehfilm)
- 1992–1996: Die Gespenster von Flatterfels (Fernsehserie, 26 Folgen)
- 1993: Motzki (Fernsehserie, 2 Folgen)
- 1994–2008: Löwenzahn (Fernsehserie, 6 Folgen)
- 1995: Wir sind auch nur ein Volk (Fernsehserie, Episode Streik und andere Scherereien)
- 1995: Die Männer vom K3 (Fernsehserie, Episode Geschäft mit dem Tod)
- 1995: Die Bratpfannenstory (Theateraufzeichnung)
- 1995–1997: TeleRita – Eine Reihe zur Medienkunde (43 Folgen)
- 1996: Ein Biest mit Silberblick (Fernsehfilm)
- 1996–1997: Sprechstunde bei Dr. Frankenstein (Fernsehserie)
- 1997: Unser Charly (Fernsehserie, Staffel 2 Ep. 8: Schneegänse)
- 1997–1998: Liebling Kreuzberg (Fernsehserie, drei Folgen)
- 1998: Die Bubi-Scholz-Story (Fernsehfilm)
- 1998/1999: Mama ist unmöglich (Fernsehserie, zwei Folgen)
- 2002–2004: Wie erziehe ich meine Eltern? (Fernsehserie, 26 Folgen)
- 2002: Die Schule am See (Fernsehserie, zwei Folgen)
- 2005: Schloss Einstein (Fernsehserie, zwei Folgen)
- 2005: Auf den Spuren der Vergangenheit (Fernsehfilm)
- 2005: Ausgerechnet Weihnachten (Fernsehfilm)
- 2006: Meine Tochter, mein Leben (Fernsehfilm)
- 2008: Abschnitt 40 (Fernsehserie, Episode Vertrauensbruch)
- 2008: Endlich Samstag! (Fernsehserie, Episode Panik bei der Sängerin)
- 2009: Doctor’s Diary – Männer sind die beste Medizin (Fernsehserie, Episode Huch – Wachse über mich hinaus!)
- 2010: SOKO Wismar (Fernsehserie, Episode Kurzschluss)
- 2011: Großstadtrevier (Fernsehserie, Episode Peanuts)
- 2014: täglich alles (Kurzfilm)
- 2015: Desire Will Set You Free
- 2017: Lucky Loser – Ein Sommer in der Bredouille
- 2021: Liebe ist unberechenbar (Fernsehfilm)

## Hörspiele
- 1970: Herbert Friedrich: Radsaison (Sylvia) – Regie: Maritta Hübner (Kinderhörspiel – Rundfunk der DDR)
- 1970: Emil Manow: Der Mandelzweig (Mädchen) – Regie: Helmut Hellstorff (Hörspiel – Rundfunk der DDR)
- 1973: Nikolai Ostrowski: Pawels Lehrjahre (Christina) – Regie: Andreas Scheinert (Hörspiel – Litera)
- 1973: Linda Teßmer: Am schwarzen Mann (Regina Sommerfeld) – Regie: Joachim Staritz (Hörspiel – Rundfunk der DDR)
- 1973: Arne Leonhardt: Schach der Dame oder Wie ich zu einem Mann kommen sollte (Marion) – Regie: Werner Grunow (Hörspiel – Rundfunk der DDR)
- 1974: Günter Spranger: Zur Fahndung ausgeschrieben: Sabine (Sabine) – Regie: Albrecht Surkau (Hörspielreihe: Tatbestand, Nr. 3 – Rundfunk der DDR)
- 1974: Hans-Jürgen Bloch: Hundert Mark für eine Unterschrift (Evelin) – Regie: Joachim Staritz (Hörspielreihe: Tatbestand, Nr. 4 – Rundfunk der DDR)
- 1974: Volksbuch: Die Schildbürger (Susanne, Bürgerin in Schilda) – Regie: Andreas Scheinert (Kinderhörspiel – Litera)
- 1976: Rudolf Braune: Das Mädchen an der Orga Privat (Martha) – Regie: Barbara Plensat (Rundfunk der DDR)
- 1980: Alfred Matusche: An beiden Ufern (Dorte) – Regie: Peter Groeger (Hörspiel – Rundfunk der DDR)
- 1980: Volksbuch: Fortunatus’ Glückssäckel oder die Kunst, reich zu sein (häßliche Berta) – Regie: Andreas Scheinert (Hörspiel – Litera)
- 1981: Christoph Hein: Jakob Borgs Geschichten (Katinka, Teil 2) – Regie: Flora Hoffmann (Kinderhörspiel (5 Teile) – Rundfunk der DDR)
- 1985: Volksbuch: Till Eulenspiegels mehrsteils wohlige Nacht in der Herberg zu Kneiteln (Bäckerin) – Regie: Andreas Scheinert, Jürgen Schmidt (Hörspiel – Litera)
- 1987: Andreas Scheinert: Des Teufels Triller (Des Teufels Großmutter Ottilie) – Regie: Andreas Scheinert (Hörspiel – Litera)
- 1988: Katja Oelmann: Steig der Stadt aufs Dach (Frau Kehrer) – Regie: Barbara Plensat (Hörspiel – Rundfunk der DDR)
- 2002: Samuel Shem: House of God – Regie: Norbert Schaeffer (Hörspiel – MDR)
- 2004: Holger Siemann Mordspiel (Gisela) – Regie: Christa Kowalski (Kriminalhörspiel – RBB)
- 2014: Irina Liebmann: Erzähl mir von Russland – Regie und Bearbeitung: Barbara Plensat (Hörspiel – RBB)